# Корсаков (місто)
Корса́ков (рос. Корса́ков; у 1869—1908 роках — Корса́ковський пост, у 1908—1946 роках — Оодома́рі; яп. 大泊) — портове місто в Росії, адміністративний центр Корсаковського міського округу Сахалінської області. Розташоване у південній частині острова Сахаліну на березі затоки Аніви Охотського моря, за 42 км на південь від Южно-Сахалінська. Залізнична станція Сахалінської залізниці. Населення — 33 259 осіб (2023).

## Історія
Місто є першим і найстарішим з російських поселень Сахаліну і Сахалінської області. Спочатку на його місці було айнське поселення Томарі-Аніва (Затока Аніва), а згідно з іншими джерелами — Кусун-котан (яп. 久春古丹), засноване ще в 1679 році кланом Мацумае, який керував у той час на Хоккайдо. 22 вересня (4 жовтня за новим стилем) 1853 року російський мореплавець Геннадій Невельський заснував військовий сторожовий пост Муравйовський, названий на честь генерал-губернатора Східного Сибіру Миколи Муравйова. Начальником був призначений майор Микола Буссе. Але вже 30 травня 1854 року пост було евакуйовано у зв'язку з початком Кримської війни. 31 липня 1869 року пост відтворено під назвою Корсаковський (на честь іншого східно-сибірського генерал-губернатора Михайла Корсакова), а з запровадженням на острові каторги став центром Корсаковського округу.
У 1905 році Південний Сахалін відійшов до Японії і пост перейменували в Отомарі (Оодомарі; «велика гавань»). До жовтня 1908 року тут був адміністративний центр губернаторства Карафуто (потім перенесено до Тойохару). 16 серпня 1945 року в Отомарі висадився десант радянської морської піхоти і до вечора гарнізон капітулював (в полон здалися понад 1200 японців).
5 червня 1946 року Указом Президії Верховної Ради РСФСР Отомарі перейменовано в Корсаков і отримав статус міста.

## Населення
| 1897    | 1912    | 1925    | 1935    | 1959    | 1967    | 1970    |
| ------- | ------- | ------- | ------- | ------- | ------- | ------- |
| 1700    | ↗10 861 | ↗24 767 | ↘23 789 | ↗32 914 | ↗34 000 | ↗38 210 |
| 1979    | 1989    | 1992    | 1996    | 1998    | 2000    | 2001    |
| ↗42 341 | ↗45 096 | ↗45 300 | ↘40 300 | ↘38 300 | ↘37 000 | ↘36 500 |
| 2002    | 2003    | 2005    | 2006    | 2007    | 2008    | 2009    |
| ↗36 652 | ↗36 700 | ↘35 900 | ↘35 500 | ↘35 100 | →35 100 | ↘34 983 |
| 2010    | 2011    | 2012    | 2013    | 2014    | 2015    | 2016    |
| ↘33 526 | ↘33 451 | ↘33 322 | ↘33 148 | ↘32 860 | ↗32 962 | ↗33 056 |
| 2017    | 2018    | 2019    |         |         |         |         |
| ↗33 213 | ↘33 203 | ↗33 645 |         |         |         |         |

## Економіка
У місті розташовані база океанічного рибальства, рибозавод, фабрика гофрованої тари. Поблизу міста діє великий завод по зрідженню природного газу з причальним комплексом (єдиний в Росії; введений в експлуатацію 18 лютого 2009 року у рамках енергетичного проекту «Сахалін-2»).

## Транспорт
Місто лежить приблизно за 30 кілометрів від Южно-Сахалінського аеропорту. Існує регулярне автобусне і мікроавтобусне сполучення Корсакова з Южно-Сахалінськом, але відсутнє з аеропортом. Існує пасажирське поромне сполучення через затоку Аніву між Корсаковим і японським містом Вакканаєм на Хоккайдо.

## Культура
У місті працюють Будинок культури, історико-краєзнавчий музей, школа мистецтв. Видасться газета «Восход».

### Пам'ятники[1]
- Михайлу Корсакову;
- Першим російським гідрографам Тихоокеанського флоту — дзвін маяка мису Крильон;
- Радянським воїнам-визволителям міста від японських імперіалістів.
- Знак на честь 30-річчя російського флоту.

|                             |                           |                            |
| Погруддя Михайла Корсакова. | Дзвін маяка мису Крильон. | Обеліск Радянським воїнам. |